# Piqui
Piqui (Caryocar coriaceum) é uma planta da família Caryocaraceae, muito semelhante ao pequi (Caryocar brasiliense), e como este, também encontrada no cerrado.

## Etimologia
A planta, de nome científico Caryocar coriaceum, é chamada de "piqui" (com i) na maioria de suas regiões de ocorrência, preferencialmente na Região Nordeste do Brasil, em contraposição ao nome "pequi" (com e), que corresponde ao nome popular da espécie Caryocar brasiliense na Região Centro-Oeste do Brasil e Norte de Minas Gerais. Já em Goiás e Tocantins, o piqui retratado neste artigo pode também ser chamado por "piquiá".

## Características[1]
- Tronco de periderme espessa e galhos com folhas coriáceas, com 1-3 folíolos
- Frutos globosos contendo de 1-4 sementes (no pequi são de 1-2 sementes) revestidas por endocarpo lenhoso, cobertas com mesocarpo carnoso-butiráceo de sabor levemente doce

## Ocorrência[1]
Cerrados e cerradões de alguns planaltos sedimentares (chapadas e cuestas) do Piauí, Ceará, Pernambuco, Bahia, Goiás e Tocantins, sobretudo nas partes mais altas desses mesmos planaltos. Está ameaçada de extinção, na categoria "em perigo", pela perda de habitat, decorrente de alterações antrópicas em seus ambientes de ocorrência, sendo em sua maior parte incêndios criminosos em unidades de conservação, especulação imobiliária e desmatamentos de cerrados nativos para a agropecuária.

## Usos
Pode ser consumido in natura, porém, é ingerido cozido de diversas formas. É usado na preparação de 2 pratos típicos da Região Nordeste do Brasil: a piquizada e o arroz com piqui, à semelhança de Caryocar brasiliense (pequi). Alguns estudos também sugerem que seu óleo, além de propriedades culinárias, também pode ser aplicado nas áreas de cosmética e dermatologia.